# Danny Franco
Danny Franco (in ebraico דני פרנקו‎?; Holon, 5 dicembre 1973) è un allenatore di pallacanestro israeliano.

## Palmarès

### Squadra
- Campionato israeliano: 1

Hapoel Gerusalemme: 2014-2015
- Coppa di Israele: 1

Hapoel Holon: 2008-2009
- Coppa di Lega: 1

Hapoel Gerusalemme: 2014

### Individuale
- Miglior allenatore della Ligat ha'Al: 1

Hapoel Gerusalemme: 2014-2015